# De Wandelvogel
De Wandelvogel is het tijdschrift van de Vlaamse Wandel- en Omnisportfederatie. Het verschijnt tweemaandelijks in de oneven maanden en staat vol tips, nieuwtjes en artikels over wandelen en fietsen. Vaste rubrieken zijn:
- 'Een vreemde vogel', waarin De Wandelvogel over de landsgrenzen trekt
- 'Wandelfolder', een uitneembare wandeling of fietstocht die door de auteur zelf werd uitgewerkt
- 't Kruidenhoekje', over planten die je onderweg tegenkomt
- 'Boekenhoek', met de recent verschenen boeken over wandelen en fietsen
- 'Kortweg', een rubriek met allemaal korte wandel- en fietsweetjes
- de 'Kalender', waar je de activiteiten van de aangesloten VWO-clubs kunt terugvinden

Van de rubriek 'in de kijker' zijn er drie subrubrieken die elkaar afwisselen: 'Wandeling in de kijker', 'Fietstocht in de kijker' en 'Natuurgebied in de kijker'. Verder vind je ook de activiteiten terug die de federatie organiseert, zoals de cursussen 'Kaart en kompas' en 'Wandelen met de gps' en de weekends die jaarlijks plaatsvinden.
De Wandelvogel verscheen voor het eerst in 1973 als clubblad van de wandelclub Wondelgemse Wandelvogels. Later werd het, op vraag van Jozef Van Overstraeten, het tijdschrift van de toenmalige Vlaamse Wandelaarsbond, die later de Vlaamse Wandel- en Omnisportfederatie werd. Oorspronkelijk was het een zwart-witblad met een groene cover. Het was geïllustreerd met tekeningen van lokale kunstenaars. In  1987, bij de 25ste jaargang, verscheen het voor de eerste maal in kleurendruk: de cover was vanaf toen in kleur. Na enkele jaren werden de binnenpagina's in twee kleuren gedrukt, later in quadri.